# 14L vízibusz (Velence)
A velencei 14L jelzésű vízibusz a Lido és Punta Sabbioni között közlekedett. A viszonylatot az ACTV üzemeltette.

## Története
A mai 14L-es viszonylat elődje, az LN járat 2004-ben indult, a régi 12-es és a 14-es vízibusz összevonásával.
2011-ben, a téli menetrend bevezetésével az LN járatot szétbontották, így a két rész visszakapta a régi, 12-es és 14-es számát. Ugyanekkortól új betétjáratként indult a 14L Punta Sabbioni és a Lido között.
2014-től nem különböztetik meg a normál 14-estől, beépült annak menetrendjébe.
A 14L járat története:
| Időszak     | Járat- szám | Megállók |
| ----------- | ----------- | --- |
| 1978 – 1992 | 12          | Fondamente Nove – Murano (Faro) – Mazzorbo – Torcello – Burano – Treporti                                                                                                |
| 1978 – 1992 | 14          | Riva degli Schiavoni – Sant’Elena – Lido (Santa Maria Elisabetta) – Lido (San Nicolò) – Punta Sabbioni                                                                   |
| 1993 – 1997 | 12          | Fondamente Nove – Murano (Faro) – Mazzorbo – Torcello – Burano – Treporti                                                                                                |
| 1993 – 1997 | 14          | Riva degli Schiavoni – Lido (Santa Maria Elisabetta) – Lido (San Nicolò) – Punta Sabbioni                                                                                |
| 1998 – 2004 | 12          | Fondamente Nove – Murano (Faro) – Mazzorbo – Torcello – Burano – Treporti – Punta Sabbioni                                                                               |
| 1998 – 2004 | 14          | Riva degli Schiavoni – Lido (Santa Maria Elisabetta) – Lido (San Nicolò) – Punta Sabbioni                                                                                |
| 2004 – 2010 | LN          | San Zaccaria – Sant’Elena – Lido, Santa Maria Elisabetta – Lido, San Niccolò – Punta Sabbioni – Treporti – Burano – Torcello – Mazzorbo – Murano, Faro – Fondamente Nove |
| 2010 – 2011 | LN          | San Zaccaria – Lido, Santa Maria Elisabetta – Punta Sabbioni – Treporti – Burano – Torcello – Mazzorbo – Murano, Faro – Fondamente Nove                                  |
| 2011 – 2014 | 12          | Fondamente Nove – Murano Faro – Mazzorbo – Torcello – Burano – Treporti – Punta Sabbioni                                                                                 |
| 2011 – 2014 | 14          | San Zaccaria (Pietà) – Lido, Santa Maria Elisabetta – Punta Sabbioni |
| 2011 – 2014 | 14L         | Lido, Santa Maria Elisabetta – Punta Sabbioni |
| 2014        | 12          | Fondamente Nove – Murano Faro – Mazzorbo – Torcello – Burano – Treporti – Punta Sabbioni                                                                                 |
| 2014        | 14          | San Zaccaria (Pietà) – Lido, Santa Maria Elisabetta – Punta Sabbioni – Treporti – Burano                                                                                 |
| 2014        | 14L         | Lido, Santa Maria Elisabetta – Punta Sabbioni |

## Megállóhelyei
| sz. | idő (perc) | megállóhely neve              | sz. | idő (perc) | látnivalók             |
| --- | ---------- | ----------------------------- | --- | ---------- | ---------------------- |
| 0   | 0          | Lido (Santa Maria Elisabetta) | 1   | 25         | Santa Maria Elisabetta |
| 1   | 25         | Punta Sabbioni                | 0   | 0          | Punta Sabbioni         |